# Guvern de coaliție
Guvernul de coaliție, numit și coaliție guvernamentală, este un guvern format prin participarea mai multor partide sau formațiuni care formează o coaliție, reprezentând o alianță între acestea pregătită pentru guvernarea unui stat. O astfel de alianță se poate forma, spre exemplu, atunci când nici un partid politic nu a obținut o majoritate în urma alegerilor. Astfel de coaliții se formează în general în statele pluripartidice care folosesc reprezentarea proporțională.